# Đỗ Mậu (Đông Hán)
Đỗ Mậu (tiếng Trung: 杜茂; bính âm: Dù Mào, ? – 43), tên tự là Chư Công, người Quan Quân, Nam Dương , tướng lĩnh, khai quốc công thần nhà Đông Hán, một trong Vân Đài nhị thập bát tướng.

## Cuộc đời
Vào lúc Lưu Tú bình định Hà Bắc, ông đến đầu quân, được nhậm mệnh làm Trung Kiên tướng quân, thường làm tùy tùng theo Lưu Tú chinh chiến.
Tháng 6 năm Canh Thủy thứ 3, tức năm Kiến Vũ đầu tiên (25), Lưu Tú lên ngôi hoàng đế, bái Đỗ Mậu làm Đại tướng quân, phong tước Nhạc Hương hầu. Sau đó, Đỗ Mậu đưa quân tiến đánh thế lực cát cứ địa phương là quân nông dân Ngũ Hiệu ở Chân Định.
Năm thứ 2 (26), Đỗ Mậu được phong Khổ Qua hầu, cùng Trung lang tướng Vương Lương trước sau tại Ngụy quận, Thanh Hà, Đông quận đánh bại quân Ngũ Hiệu, thu hàng hơn 30 viên Trì tiết đại tướng của họ, nhờ vậy mà 3 quận được yên, đường sá thông suốt.
Năm thứ 3 (27), Quang Vũ đế sai sứ giả đưa cờ tiết đến bái Đỗ Mậu làm Phiêu kỵ đại tướng quân, tiến đánh Bái quận, nhổ bật cứ điểm quan trọng này. Khi ấy, dư đảng của Lưu Vĩnh là Giảo Cường tạo phản ở Tây Phòng.
Mùa xuân năm thứ 5 (29), Đỗ Mậu soái Bộ Lỗ tướng quân Mã Vũ tiến đánh Tây Phòng, vài tháng thì hạ được, Giảo Cường chạy sang với Đổng Hiến.
Năm thứ 7 (31), Quang Vũ đế hạ chiếu cho Đỗ Mậu soái binh đóng đồn làm ruộng ở Tấn Dương, Quảng Vũ, đề phòng Hung Nô.
Năm thứ 9 (33), Đỗ Mậu cùng Nhạn Môn thái thú Quách Lương tại Phồn Trĩ đánh bộ tướng của Lư Phương là Doãn Do. Một bộ tướng khác của Lư Phương là Giả Lãm đưa hơn vạn kỵ binh Hung Nô đến cứu, Đỗ Mậu cùng bọn họ giao chiến. Liên quân Lư Phương – Hung Nô thất bại, Đỗ Mậu soái quân tiến vào thành Lâu Phiền.
Bấy giờ Lư Phương sống ở Cao Liễu, cùng Hung Nô liên kết, nhiều lần xâm phạm biên giới, Quang Vũ đế rất lấy làm lo lắng. Năm thứ 12 (36), Quang Vũ đế sai Yết giả Đoạn Trung đem đại quyền các quận giao cho Đỗ Mậu, để ông trấn thủ biên giới phía bắc. Đỗ Mậu vì thế lệnh cho tướng sĩ biên cương xây dựng Đình hậu, sửa sang đài Phong hỏa. Song song với việc đem vàng lụa vải vóc giao cho tướng sĩ, để họ tặng cho biên dân, sai những người cầm đầu trong dân chúng cùng trông nom công việc. Ngoài ra, Đỗ Mậu quay lại với việc đóng đồn làm ruộng, dùng xe lừa vận chuyển những thứ nhu yếu đến nơi, giúp cho nghề nông được khôi phục.
Năm thứ 13 (37), Đỗ Mậu được tăng thực ấp, đổi phong làm Tu hầu. Năm thứ 15 (39), ông bị buộc tội cắt giảm lương hướng của quân đội, lại vì việc ấy mà sai Quân Lại giết hại sĩ tốt. Đỗ Mậu bị miễn quan, giảm thực ấp, phong làm Tham Cừ hương hầu.
Năm thứ 19 (43), Đỗ Mậu bị bệnh mất, con ông là Nguyên kế tự.
Ông được an táng ở làng cũ, nay là tổ Tiểu Long Miếu, thôn Khổng Lâu, hương Văn Cừ. Mộ của ông là văn vật được bảo hộ bởi thành phố cấp huyện Đặng Châu, có nhân viên chuyên trách việc coi sóc.